# Dyneïne
Dyneïne is een motoreiwit dat zich over microtubuli heen beweegt door ATP om te zetten in kinetische energie. Dyneïne is lid van de AAA ATPase superfamilie. De eiwitten in deze superfamilie hebben allemaal een hexamerische ring van AAA-domeinen. Dyneïne is betrokken bij het transport van vesikels en organellen in de cel, in het onderhoud van het golgiapparaat, het scheiden van de chromosomen tijdens de mitose en de beweging van cilia.

## Soorten dyneïne
Er zijn twee categorieën dyneïnen. Deze zijn weer onderverdeeld in subcategorieën.
- Cytoplasmatisch dyneïne - homodimeer
  - Dyneïne 1 - verzorgt transport richting het min-einde van microtubuli in het cytoplasma
  - Dyneïne 2 - verzorgt bidirectioneel transport in de kern van cilia
- Axonematisch dyneïne - homo- of heterodimeer, of monomeer
  - Inner-armdyneïne
    - Vijf verschillende soorten

  - Outer-armdyneïne
    - Twee verschillende soorten

## Structuur
Een dyneïnecomplex bestaat grofweg uit drie onderdelen: de zware ketens, de intermediaire ketens en de lichte ketens. De zware ketens zitten vast aan de intermediaire ketens, die vervolgens weer vastzitten aan de lichte ketens.

### Zware keten
De zware keten is de belangrijkste subeenheid, aangezien hier ATP wordt omgezet tot beweging. De kop van de zware keten bestaat uit een ring van zes AAA-domeinen die AAA1 tot en met AAA6 genoemd worden. AAA1 tot en met AAA4 bezitten de 'Walker A'- en "Walker B' =motieven, welke ATP-binding mogelijk maken. Binding van ATP aan AAA1 is van cruciaal belang voor de beweging, terwijl ATP aan AAA2 tot en met AAA4 slechts een regulerende functie heeft. De vier ATP-bindende AAA-domeinen hebben, net als alle andere ATPases, een ATP-cyclus, waarin ATP bindt, wordt gehydrolyseerd, een fosfaatgroep verliest en tot slot als ADP loslaat van het bindingsdomein
Aan AAA4 zit een staafdomein, een 15 nm lange antiparallelle coiled coil, die wordt verankerd door een steundomein dat vastzit aan AAA5. Aan het uiteinde van dit staafdomein dit het microtubuli-bindingsdomein. Zoals de naam al doet vermoeden, bindt dit gedeelte van de zware keten aan een microtubulus. Het microtubuli-bindingsdomein bestaat uit zes helices, H1 tot en met H6, waarvan H1, H3 en H6 binden aan de microtubulus.
Aan AAA1 zit een linkerdomein gekoppeld, dat de hexamerische ring bindt met het staartdomein.

### Intermediaire keten
De intermediaire keten zit via het staartdomein vast aan de zware keten. Dit domein zorgt voor koppeling aan de lichte keten. Binding van een intermediaire keten is niet vereist voor de werking van dyneïne, alhoewel het wel nodig is om organellen te vervoeren.

### Lichte keten
De lichte keten zit aan het ene uiteinde gekoppeld aan de intermediaire keten, en aan de andere kant aan bijvoorbeeld een vesikel of organel. Ook deze subunit is niet vereist voor de werking van dyneïne.

## Bewegingsmodellen

### Werkslagmodel
Er zijn twee mogelijke modellen waarop dyneïne werkslag levert. Het hefboommodel gaat ervan uit dat het staafdomein als een hefboom functioneert om dyneïne ten opzichte van de microtubulus te laten bewegen. De tweede manier is het liermodel: de hexamerische ring draait en komt daardoor dichter tegen het staartdomein te zitten. Hierdoor wordt de hoek tussen het staafdomein en de microtubulus kleiner, waardoor de microtubulus voort wordt getrokken.
Er zijn sterke aanwijzingen dat het liermodel het juiste model is. Zo zou het staafmodel mogelijk te flexibel zijn om als hefboom te functioneren.

### Stapmodel
Er is ook een model dat het stappen van cytoplasmatisch dyneïne verklaart. In tegenstelling tot het hand-over-handmodel, dat het motoreiwit myosine gebruikt, stapt dyneïne volgens het 'ongecoördineerde stappen'-model. Dit houdt in dat beide heavy chains een stap kunnen zetten, ongeacht welke voorop ligt. Ook kan die stap zowel richting het plus- als het min-einde van de microtubulus worden gezet. Wel is het zo dat cytoplasmatisch dyneïne netto richting het min-einde loopt.